# بدرية السيد
بدرية السيد (عرفت ببدارة) (1929 - 27 مايو 1989) هي مغنية شعبية مصرية.

## حياتها ونشأتها
من مواليد التلاتينات، توفت عام 1989. كانت مطربة ذايعة الصيت في الإسكندرية في الخمسينيات والستينيات ومن أهم المطربات الشعبيات. كانت تغنى مع الفرق الشعبية، والتقت بالملحن محمد الحماقى بإذاعة الأسكندرية والذي تمكن من تهذيب صوتها وتطويعه ولحّن لها العديد من الألحان.
بدارة هو الإسم الذي أطلق عليها، وكذلك إمبراطورة الأغنية الشعبية والموال الاسكندرانى.

## أهم اغانيها
- ادلع يا رشيد
- حنا يا حنا
- سيدى يا سيدى
- عاشق القمر
- من فوق شواشي الدرة قمريه بتغني
- يالامون
- يا سواحلية
- يا ميت مسا
- مسيلى على الغايب
- موال طلعت فوق السطوح اسأل على طيري
- موال يا حب أمرك
- صعيدي ولا بحيرى
- وبحبه يا خاله
- موال ياللى الحياة غرتك
- وحلوة والنبي
- وسيدي ضربني
- وعليل يا تمرجية
- موال عجيب عالجار
- وياأبوقلب دايب
- موال دنيا العجايب
- وفاتوا الحلوين
- يا ريس البحر
- وغريب يا ليل
- أه يا خلى
- وأهل السماح
- والحلو فايت
- ونور الآمل
- يا حلو قولي علي طبعك